# In the Court of the Crimson King
In the Court of the Crimson King är King Crimsons debutalbum, släppt 1969 på Island Records i Europa och Atlantic Records i Nordamerika. Albumet har undertiteln "An observation by King Crimson". Skivan spelades in i Wessex Sound Studios i London. Det här albumet räknas som ett av de viktigaste och också ett av de definitivaste albumen inom progressiv rock och artrock. Det har också haft inflytande på vissa heavy metal-musiker. Den inledande låten "21st Century Schizoid Man" har kommit att bli gruppens signaturmelodi. Medlemmen Ian McDonald som endast medverkade på denna skiva hade stort inflytande på denna låt där hans jazzinfluenser känns tydligt i mellanpartiet "Mirrors". "The Court of the Crimson King" släpptes som singel och delades då upp i två delar. Albumet har förblivit gruppens högst placerade på Billboard 200-listan.
Albumet har på senare år släppts i många remastrade nyutgåvor. Många av dessa byggde dock på andra källor än albumets masterinspelningar som ansågs försvunna. 2003 återfanns dock originalbanden vilket ledde till att man kunde börja ge ut albumet i nymixade utgåvor av hög ljudkvalitet.
Albumets skivomslag är en målning av Barry Godber, en datorprogrammerare och vän till Peter Sinfield som avled i en hjärtattack 1970. Enligt Robert Fripp är mannen på framsidan "The 21st Century Schizoid Man", och mannen i insidan av fodralet "The Crimson King". Originalmålningen är nu i Fripps ägo.

## Låtlista
Låtar utan upphovsman skrivna av (Fripp/Giles/Lake/McDonald/Sinfield)
Sida 1
1. "21st Century Schizoid Man (Including Mirrors)" – 7:24
2. "I Talk to the Wind" – 6:04
3. "Epitaph Including March for No Reason and Tomorrow and Tomorrow" – 8:49

Sida 2
1. "Moonchild (Including The Dream and The Illusion)" – 12:13
2. "The Court of the Crimson King Including the Return of the Fire Witch and the Dance of the Puppets"  (Fripp/McDonald/Sinfield) – 9:26

Total speltid: 43:56

## Medverkande
Musiker
- Robert Fripp – gitarr
- Greg Lake – basgitarr, sång
- Ian McDonald – träblåsinstrument, vibrafon, keyboard, mellotron, sång
- Michael Giles – trummor, slagverk, sång
- Peter Sinfield – lyrik, belysning

Produktion
- King Crimson – musikproducent
- Robin Thompson – ljudtekniker
- Tony Page – assisterande ljudtekniker
- Barry Godber – omslag

## Listplaceringar
- Billboard 200, USA: #28[2]
- UK Albums Chart, Storbritannien: #5[3]
- RPM, Kanada: #27[4]